# Левгой, Жозе
Жозе Левгой (порт. José Lewgoy) — бразильский актёр, считался одним из самых активных (по количеству сыгранных ролей) киноактеров Бразилии. В кинофильмах прославился в основном исполнением «злодейских» ролей. Снялся более чем в ста фильмах, включая картины Вернера Херцога «Фицкарральдо» и «Кобра Верде».

## Биография
Жозе Левгой — младший из восьми детей в еврейской семье российского происхождения; его родители встретились в Нью-Йорке. Драматическому искусству обучался в Йельском университете. Начал карьеру с театральной сцены.
В период с 1954 по 1964 гг. жил в Европе и, уже пользуясь международной известностью, сыграл несколько ролей в итальянских и французских фильмах. Вместе с актерами Оскарито, Гранди Отело, Анселмо Дуарте, Элианой Маседо был одним из главных актеров киностудии «Атлантида», являвшейся самой успешной в Бразилии.
На телевидении дебютировал в телесериале компании Глобу 1973 г. «Стальной конь». Всего за свою жизнь Жозе Левгой принял участие в 30 телепроектах. Скончался 10 февраля 2003 года в больнице «Самаритянин» г. Рио-де-Жанейро от заболевания лёгких.

## Фильмография

### Телевидение
| Год  |   | Русское название             | Оригинальное название            | Роль                  |
| ---- | - | ---------------------------- | -------------------------------- | --------------------- |
| 2002 | ф | «Земля любви, земля надежды» | Оригинальное название неизвестно | падре                 |
| 2001 | ф | Семья Майя                   | Оригинальное название неизвестно | Кустодио              |
| 1999 | ф | Власть желания               | Оригинальное название неизвестно | Фелисио Кантуариа     |
| 1998 | ф | Лабиринт                     | Оригинальное название неизвестно | Матеус ди Толедо      |
| 1997 | ф | Жестокий ангел               | Оригинальное название неизвестно | Эдуардо Медейрос      |
| 1996 | ф | Кто ты?                      | Оригинальное название неизвестно | Анжел                 |
| 1994 | ф | Моя родина                   | Оригинальное название неизвестно | Рональдо Пирес        |
| 1991 | ф | Улыбка ящерицы               | Оригинальное название неизвестно | Лусио Немесио         |
| 1989 | ф | Тиета                        | Оригинальное название неизвестно |                       |
| 1988 | ф | Новая жизнь                  | Оригинальное название неизвестно | Самуэл                |
| 1987 | с | Другой                       | Оригинальное название неизвестно | Агостинью делла Санта |
| 1986 | с | Золотые годы                 | Оригинальное название неизвестно | Кампос                |
| 1985 | ф | Время и ветер                | Оригинальное название неизвестно | Бенто Амарал          |
| 1983 | ф | Сумасшедшая любовь           | Оригинальное название неизвестно | Эдгар Дюмон           |
| 1981 | ф | Бесконечные земли            | Оригинальное название неизвестно | Манеко Дантас         |
| 1980 | ф | Живая вода                   | Оригинальное название неизвестно | Клебер                |
| 1979 | ф | Чудесная фасоль              | Оригинальное название неизвестно | Амброзио              |
| 1978 | ф |                              | Dancin' Days                     | Орасио Пратини        |
| 1977 | с | Нина                         | Оригинальное название неизвестно | Фразон                |
| 1976 | ф | Жестокий ангел               | Оригинальное название неизвестно | Аугусто               |
| 1973 | ф | Стальной конь                | Оригинальное название неизвестно | профессор             |

### Кинофильмы
| Год  |   | Русское название      | Оригинальное название    | Роль                 |
| ---- | - | --------------------- | ------------------------ | -------------------- |
| 1951 | ф | Больше, чем ненависть | Maior Que o Ódio         |                      |
| 1967 | ф | Земля в трансе        | Terra em Transe          | Фелипе Виейра        |
| 1982 | ф | Фицкаральдо           | Fitzcarraldo             |                      |
| 1984 | ф | Во всём виноват Рио   | Blame It On Rio          |                      |
| 1985 | ф | Поцелуй женщины-паука | O Beijo da Mulher Aranha | надзиратель          |
| 1987 | ф | Луна над Парадором    | Moon over Parador        | архиепископ          |
| 1988 | ф | Зелёная Кобра         | Cobra Verde              | дон Октавио Коутиньо |
| 1994 | ф | Бока                  | Boca                     |                      |
| 1995 | ф | Четвёрка              | O Quatrilho              |                      |